# Mu Sochua

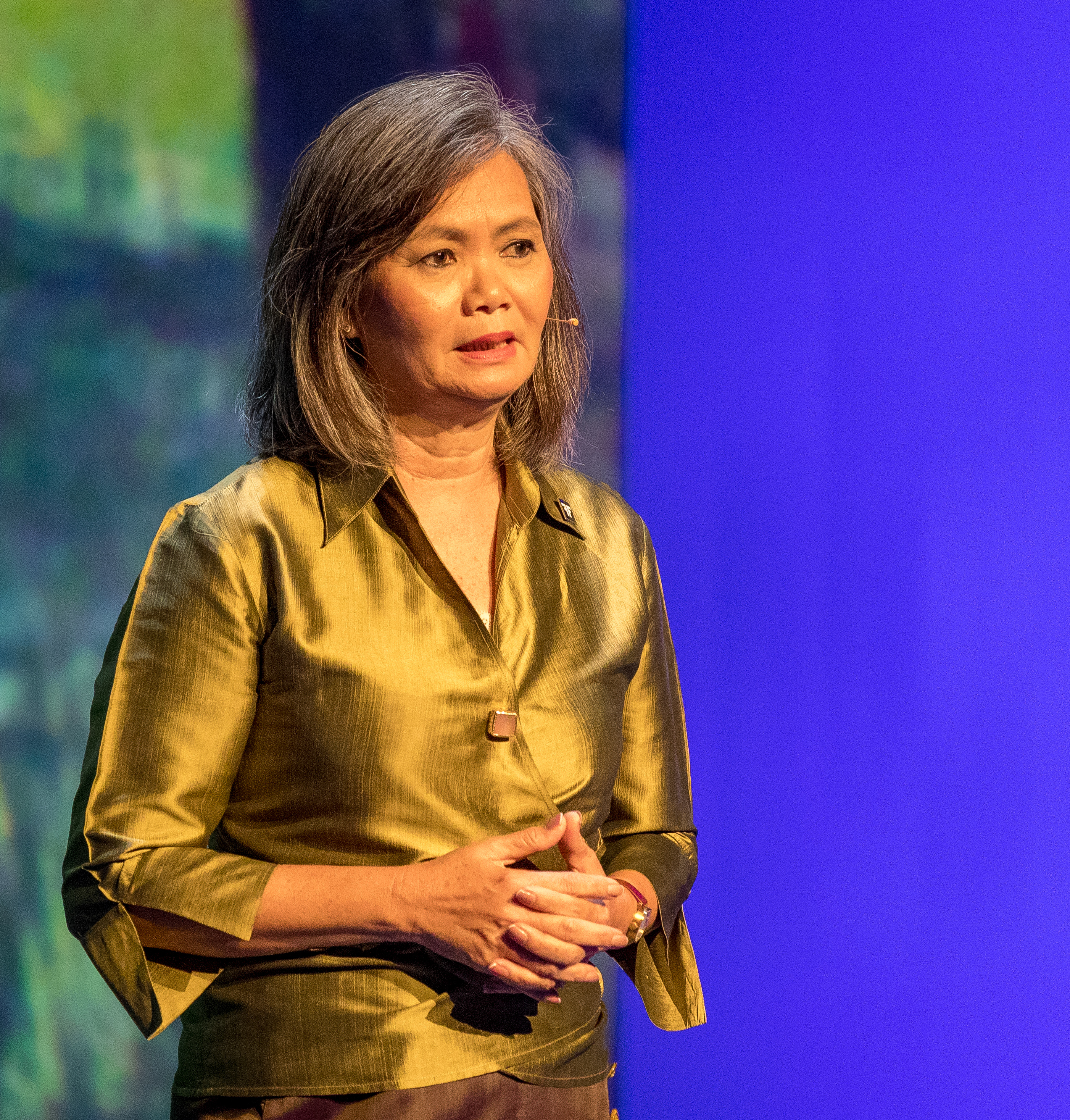
Mu Sochua (2018)

Mu Sochua (Khmer មូរ សុខហួ; * 15. Mai 1954 in Phnom Penh) ist eine kambodschanische Politikerin. Als Mitglied der FUNCINPEC war sie von 1998 bis 2004 Ministerin für Frauen- und Veteranenangelegenheiten. Später war sie ein führendes Mitglied der Sam-Rainsy-Partei (SRP) bzw. ab 2012 der Nationalen Rettungspartei Kambodschas (CNRP).

## Leben
Mo Sochua stammt aus einer wohlhabenden Familie in Phnom Penh. Ihr Vater war Inhaber einer privaten Fluggesellschaft. Ihre Eltern schickten sie und ihre Schwester 1972 nach Paris, um sie vor den Ausläufern des Vietnamkriegs und beginnenden Bürgerkriegs in Kambodscha in Sicherheit zu bringen. Tatsächlich sah sie ihre Eltern nie wieder, die in den Wirren des Krieges ums Leben kamen.
Nach einem kurzen Aufenthalt in Paris kam sie Mitte der 1970er Jahre als Flüchtling nach Kalifornien in die San Francisco Bay Area. Dort besuchte sie von 1976 bis 1979 die San Francisco State University, von der sie einen Bachelor in Psychologie verliehen bekam. Im Anschluss wechselte sie zur University of California, Berkeley, die sie 1981 mit einem Master of Social Work abschloss. Zudem war sie von 1975 bis 1981 Vorsitzende der dortigen Cambodian Community.
1981 ging sie nach Thailand, um in Flüchtlingsdörfern an der thailändisch-kambodschanischen Grenze zu arbeiten. Dort lernte sie auch ihren Mann kennen, der für das Welternährungsprogramm der Vereinten Nationen tätig war. Nach dem Ende der vietnamesischen Besatzung 1989 kehrte sie nach Kambodscha zurück.
Mu Sochua ist verheiratet und hat drei Töchter.

## Politische Tätigkeit
Nach ihrer Rückkehr nach Kambodscha trat Mu Sochua der FUNCINPEC bei. In den Jahren 1996 und 1997 war sie Beraterin von Ministerpräsident Hun Sen und gleichzeitig Regierungssprecherin in Frauenangelegenheiten. 1998 wurde sie in Battambang in die Nationalversammlung gewählt.
Hun Sen berief sie kurz darauf als Ministerin für Frauen- und Veteranenangelegenheiten in sein Kabinett. Unter ihrer Führung erarbeitete das Ministerium unter anderem erste Entwürfe des Law on the Prevention of Domestic Violence and the Protection of Victims, das 2005 verabschiedet wurde und als Meilenstein in der Verankerung von Frauenrechten in der kambodschanischen Rechtsordnung gewertet wird. 2002 wurde sie einer breiten internationalen Öffentlichkeit bekannt, als sie die Ausweisung des britischen Musikers Gary Glitter aufgrund des Verdachts von Kindesmissbrauchs betrieb. Von ihrem Ministeramt trat sie 2004 zurück, als Korruptionsvorwürfe gegen die Regierungsparteien FUNCINPEC und CPP öffentlich wurden.
Unmittelbar darauf wurde sie Mitglied der oppositionellen Sam-Rainsy-Partei (SRP), von 2005 bis 2006 auch deren Generalsekretärin. Bei den Parlamentswahlen 2008 errang sie einen Sitz für Kampot und war anschließend bis 2013 erneut Mitglied der Nationalversammlung. Die Sam-Rainsy-Partei fusionierte 2012 mit der Menschenrechtspartei zur Nationalen Rettungspartei Kambodschas (CNRP). Diese wurde bei der Parlamentswahl 2013 zweitstärkste Kraft. Sochua zog erneut als Abgeordnete von Battambang in die Nationalversammlung ein. Von März 2017 bis zum Verbot der Partei im November 2017 war sie stellvertretende Vorsitzende der Nationalen Rettungspartei.
Auch außerhalb ihrer politischen Ämter ist Mu Sochua im Bereich der Menschenrechte engagiert. 1991 gründete sie Khemara, eine Nichtregierungsorganisation, die sich für die Rechte der Frauen einsetzt. Darüber hinaus arbeitet sie insbesondere im Bereich der Rechte der Kinder sowie in der HIV/AIDS-Aufklärung. In den Jahren 1994 bis 2006 war sie Mitglied des Vorstandes des Cambodian Institute of Human Rights.

## Gerichtliche Auseinandersetzung mit Hun Sen

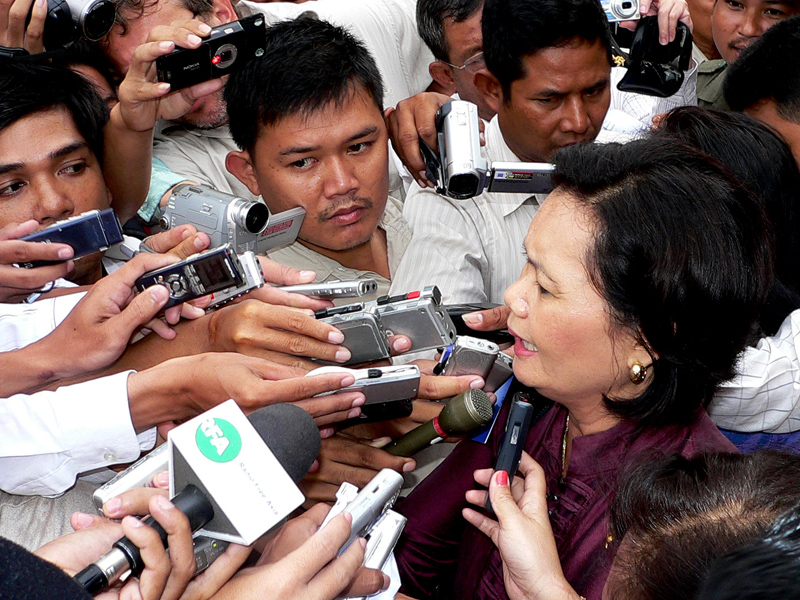
Mu Sochua nach ihrer Verurteilung im August 2009.

Am 23. April 2009 kündigte Mu Sochua in einer Pressekonferenz eine Klage gegen Hun Sen an und behauptete hierzu, er habe sie drei Wochen zuvor auf einer Veranstaltung in Kampot beleidigt, zwar ohne ihren Namen zu nennen, aber dennoch mit eindeutigem Bezug auf ihre Person. Hun Sen hatte von einer cheung klang gesprochen, eine Khmer-Wendung, die wörtlich starkes Bein bedeutet, je nach Kontext aber auch someone who is like a gangster, a woman gangster, a prostitute. Als unmittelbare Reaktion kündigte Hun Sen seinerseits Klage gegen Mu Sochua an wegen Beleidigung aufgrund ihrer Behauptung, er habe sie beleidigt.
Beide Klagen wurden am 27. April 2009 beim Phnom Penh Municipal Court eingereicht. Das erstgenannte Verfahren wurde am 10. Juni 2009 vom Gericht aus Mangel an Beweisen eingestellt, das zweitgenannte Verfahren wurde hingegen fortgesetzt, nachdem das Parlament am 22. Juni 2009 die Immunität Mu Sochuas aufhob. Mit seiner Klage beantragte Hun Sen eine Entschädigungszahlung in Höhe von zehn Millionen Riel. Das Gericht gab diesem Antrag am 4. August 2009 teilweise statt und verurteilte Mu Sochua zur Zahlung einer Entschädigung von acht Millionen Riel und einer Geldstrafe von weiteren 8,5 Millionen Riel.
Der Prozess hatte zahlreiche internationale Beobachter zu scharfer Kritik an der Regierung und dem Verfall demokratischer Werte in Kambodscha veranlasst. In zwei schriftlichen Anfragen haben sich Abgeordnete des Europäischen Parlaments an den Rat der Europäischen Union und die Europäische Kommission gewandt mit der Bitte, diese mögen sich gegenüber der kambodschanischen Regierung öffentlich zu den Verfahren positionieren mit dem Ziel, die Klagen fallen zu lassen. Die Interparlamentarische Union entsandte einen Beobachter zu der mündlichen Verhandlung am 24. Juli 2009.

## Internationale Auszeichnungen

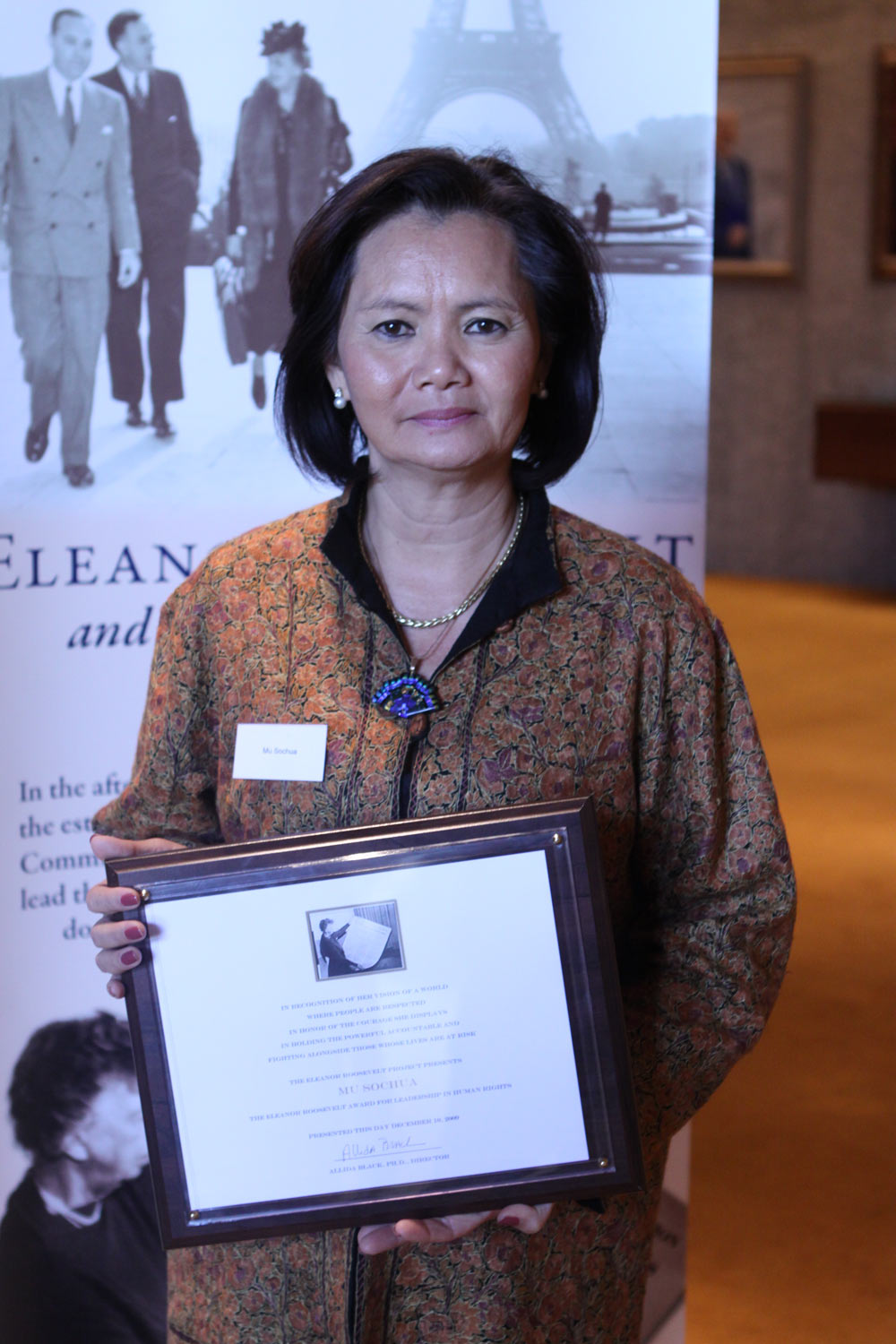
Mu Sochua nach der Verleihung des Eleanor Roosevelt Awards (2009)

Mu Sochuas menschenrechtliche Tätigkeit hat international viel Beachtung gefunden. Sie wurde im Jahr 2005 als eine von 1.000 Frauen für den Friedensnobelpreis nominiert. Ebenfalls 2005 verlieh ihr Vital Voices den Human Rights and Anti-Trafficking Award. Im Jahr 2006 wurde sie Doktorin der Rechte ehrenhalber der kanadischen University of Guelph sowie Preisträgerin des Elise and Walter A. Haas International Award der University of California, Berkeley.